# 조선카톨릭교협회
조선카톨릭교협회는 조선민주주의인민공화국의 로마 가톨릭 신도들이 조직한 단체이다.

## 같이 보기
- 장충성당

- 한국 천주교 주교회의

- 조선그리스도교련맹

- 최인국#천도교청우당 중앙위원회 위원장의 아들로 월북